# Jean Cousin el Viejo

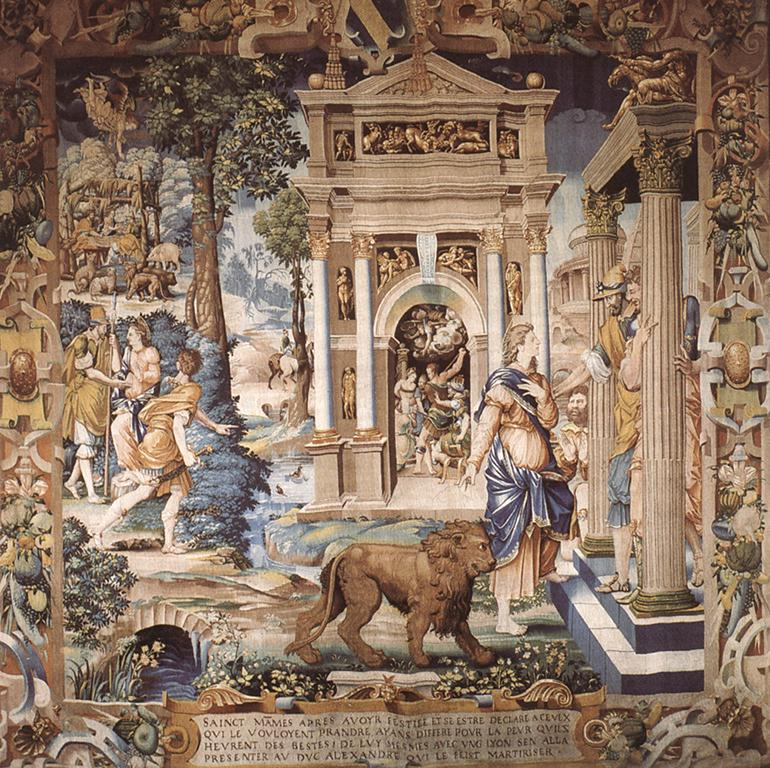
San Mamés y el duque Alejandro, 1541, Tapiz, 440 x 450 cm, París, Museo del Louvre.

Jean Cousin, llamado el Padre o el Viejo (Soucy o Sens, h. 1490/1500- Sens o París, h. 1560) fue un pintor francés del renacimiento.

## Biografía
Tuvo unos comienzos modestos, siendo geómetra en Sens, y sólo a partir de 1530 trabajó como pintor. Para el año 1538 estaba en París, formando parte del gremio de pintores. Trabajó haciendo cartones para los fabricantes de tapices y de vidrieras. Cuando Enrique II hizo su entrada triunfal en París en 1549, Jean Cousin fue uno de los que contribuyó, con Jean Goujon, adornando uno de los arcos de triunfo con una Pandora. El tema se repetirá en el que puede considerarse su cuadro más conocido: Eva prima Pandora. Vasari lo mencionó con elogios en su primera edición de las Vite (1550), lo que demuestra que su fama se había hecho internacional. 
Hacia el final de su vida, trabajó en un Libro de perspectiva (Livre de perspective), acabado en 1558 y posiblemente publicado hacia el que se considera año de su muerte, 1560. Este libro acabó siendo una especie de manual para los pintores franceses.

## Estilo
Jean Cousin es considerado una de las figuras prominentes del Renacimiento francés. En su estilo influyó principalmente la escuela del Alto Renacimiento italiana, lo que se evidencia en la expresividad y los contornos nítidos de sus figuras; también se considera que le influyeron los autores de la escuela de Fontainebleau, en particular de Rosso Fiorentino.
En lo que se refiere a los grabados, se aprecia que fue influido por los grabadores nórdicos.

## Obra

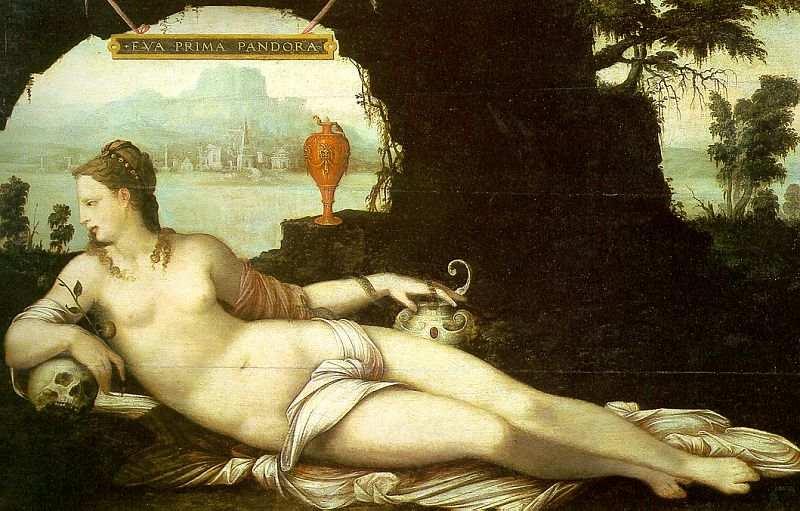
Jean Cousin el Viejo, Eva Prima Pandora, Louvre de París, 1550.

La totalidad de su obra no es fácil de determinar, dados los problemas de atribución que, especialmente en vidrieras y grabados, se aprecia con la obra de su hijo, Jean Cousin el Joven. Cultivó diversos materiales: 
- Tablas
  - Eva Prima Pandora, Museo del Louvre, París, en la que se aprecia la influencia de la Escuela de Fontainebleau
  - Caridad, Museo de Montpellier
  - Retratos de la familia Bouvier (atribución dudosa): Jean II, Etienne II Bouvier
- Grabados:
  - Descendimiento, National Gallery de Edimburgo
  - Sagrada Familia, 1544, hoy perdida
  - Martirio de un santo, Biblioteca Nacional de Francia, París
  - Conversión de San Pablo
  - Moisés mostrando al pueblo la serpiente de bronce, de Delaune
  - Se le atribuyen los grabados del llamado «Maestro I.V.» (Hombre desnudo a caballo) y sobre todo los del «Maestro H.» (Mausoleo, Júpiter y Antíope)
  - Ilustraciones: Orus Apollo (1543), Libro de las costumbres de Sens (1556)
- Tapices
  - Vida de Santa Genoveva, para Sainte-Geneviève-du-Mont (1541, perdido)
  - San Mamés y el duque Alejandro, 1541, Museo del Lovre, París. Hay otros dos tapices conservados sobre San Mamés, realizados para el cardenal de Givry, en la catedral de Langres
- Vidrieras
  - Abadía de Vauluisant
  - Catedral de Sens
  - Capilla del hospital de los Orfebres
- Bocetos para casullas
- Decorados para fiestas

## Su hijo: Jean Cousin el Joven
La personalidad y obra de Jean Cousin el Viejo sigue siendo difícil de diferenciar respecto a la de su hijo, Jean Cousin el Joven (Sens, h. 1522 - París, h. 1594). Fue el Joven quien decoró la villa de Sens, destacadamente las vidrieras de la catedral en el momento de la visita del rey Carlos IX en 1563, ejecutó las vidrieras y las esculturas de la capilla del castillo de Fleurigny, dibuja L'enfant pétrifié (El niño petrificado) e ilustró el Livre de Fortune (Libro de la Fortuna). 